# Oxdansen
Oxdansen är en svensk folkdans av okänt ursprung, som dansas parvis av män till en specifik melodi i markerad i 2/4 takt
Figureringen är grovt burlesk och föreställer med tung och klumpig komik en träta mellan män. Anders Selinder gav under 1800-talet dansen en modern koreografisk formgivning.